# Inczcha
Inczcha (ros. Инчха) – wieś w Rosji, w Dagestanie, w rejonie kazbiekowskim. W 2010 liczyła 2077 mieszkańców, głównie Awarów.